# Cyrtococcum trigonum
Cyrtococcum trigonum là một loài thực vật có hoa trong họ Hòa thảo. Loài này được (Retz.) A.Camus mô tả khoa học đầu tiên năm 1921.